# Associazione Calcio Monza 1946-1947
Questa voce raccoglie le informazioni riguardanti l'Associazione Calcio Monza nelle competizioni ufficiali della stagione 1946-1947.

## Stagione
Nella stagione 1946-1947 il Monza disputa il girone E del campionato di Serie C Nord, con 40 punti in classifica vince nettamente il girone acquisendo il diritto di disputare il girone di finale a tre che assegna un posto per la Serie B. Che però resterà ancora un miraggio, al termine del gironcino le tre squadre Monza, Mortara e Vita Nova sono ancora allineate alla pari tutte con quattro punti in classifica, si ricorre agli spareggi giocati ad agosto 1947, che designeranno promossa la Vita Nova di Bergamo in Serie B.
In casa Monza secondo anno di presidenza di Lino Camagni, con allenatore il confermato Angelo Piffarerio. Buono il campionato vinto con cinque punti di vantaggio sulla Pirelli Milano e la Pro Lissone. Poi nel girone finale giocato alla pari, manca lo spunto decisivo per cogliere quella Serie B che resterà un sogno anche questa stagione. Miglior marcatore del campionato Angelo Redaelli con sette reti in ventitré partite, nessun primo attore in attacco, ma ben quattordici giocatori biancorossi hanno timbrato almeno una rete.

## Rosa
| N. |                   | Ruolo | Calciatore            |
| -- | ----------------- | ----- | --------------------- |
|    | Italia (bandiera) | A     | Edoardo Arosio        |
|    | Italia (bandiera) | D     | Alberto Lorenzo Boccù |
|    | Italia (bandiera) | A     | Ettore Barbieri       |
|    | Italia (bandiera) | C     | Giulio Beretta        |
|    | Italia (bandiera) | A     | Piero Brambilla       |
|    | Italia (bandiera) | C     | F. Brioschi           |
|    | Italia (bandiera) | A     | Amedeo Cabiati        |
|    | Italia (bandiera) | A     | Remo Cossio           |
|    | Italia (bandiera) | A     | Luigi Del Signore     |
|    | Italia (bandiera) | C     | Nerino Di Giovanni    |
|    | Italia (bandiera) | C     | Emilio Ferrario       |
|    | Italia (bandiera) | A     | Luigi Lorini          |
|    | Italia (bandiera) | D     | Sergio Magni          |
|    | Italia (bandiera) | A     | Giuseppe Maietti      |

| N. |                   | Ruolo | Calciatore          |
| -- | ----------------- | ----- | ------------------- |
|    | Italia (bandiera) | D     | Piero Manfredda     |
|    | Italia (bandiera) | A     | Giulio Masini       |
|    | Italia (bandiera) | D     | Giovanni Passoni    |
|    | Italia (bandiera) | C     | Egidio Peraboni     |
|    | Italia (bandiera) | A     | Aurelio Piazza      |
|    | Italia (bandiera) | P     | Luigi Poggi         |
|    | Italia (bandiera) | A     | Angelo Redaelli (I) |
|    | Italia (bandiera) | A     | Marco Redaelli (II) |
|    | Italia (bandiera) | A     | Rognoni             |
|    | Italia (bandiera) | A     | Primo Tagliabue     |
|    | Italia (bandiera) | A     | Angelo Uggetti      |
|    | Italia (bandiera) | P     | Piero Ventura       |
|    | Italia (bandiera) | P     | Pietro Vertemati    |

## Risultati

### Girone di andata
| Arbitro: | Perani (Bergamo) |

|               |           |                    |
| Lucchetti 42’ | Marcatori | 7’ Angelo Redaelli |

| Arbitro: | Mazzeo (Bergamo) |

|                   |           |         |
| Brioschi 12’, 56’ | Marcatori | 5’ Zana |

| Arbitro: | Gioia (Piacenza) |

|                 |           |  |
| Romanò 12’, 61’ | Marcatori |  |

| Arbitro: | Brighenti (Genova) |

|                                                 |           |                    |
| Maietti 20’ (rig.) Arosio 83’ Barbieri 84’, 88’ | Marcatori | 40’, 43’ Mocchetti |

| Arbitro: | Rabitti (Genova) |

|  |           |              |
|  | Marcatori | 13’ Barbieri |

| Arbitro: | Mazzoni (Genova) |

|              |           |              |
| Barbieri 44’ | Marcatori | 15’ Terraneo |

| Arbitro: | Casati (Varese) |

|                |           |             |
| Maffiolini 29’ | Marcatori | 58’ Cabiati |

| Arbitro: | Barone (Lecco) |

|                  |           |                               |
| Cabiati 15’, 30’ | Marcatori | 47’ (aut.) Peraboni 66’ Corti |

| Arbitro: | Ferretti (Gallarate) |

|                |           |                     |
| Zambianchi 38’ | Marcatori | 37’ Angelo Redaelli |

| Arbitro: | Tosi (Pavia) |

|             |           |             |
| Cabiati 55’ | Marcatori | 70’ Clerici |

| Arbitro: | Premoli (Vercelli) |

|              |           |                         |
| Cattaneo 46’ | Marcatori | 13’ Beretta 65’ Maietti |

| Arbitro: | Mazzoni (Genova) |

|                     |           |  |
| Angelo Redaelli 50’ | Marcatori |  |

| Arbitro: | Ricci (Crema) |

|                              |           |  |
| Uggetti 4’ (rig.) 72’ (rig.) | Marcatori |  |

| 2 febbraio 1947 14ª giornata |  | – Turno di riposo MONZA |  |  |

| Arbitro: | Pignataro (Torino) |

|                         |           |  |
| Cabiati 15’ Beretta 58’ | Marcatori |  |

### Girone di ritorno
| Arbitro: | Candiani (Busto Arsizio) |

|                     |           |  |
| Angelo Redaelli 71’ | Marcatori |  |

| Milano 16 marzo 1947 17ª giornata | Pirelli           | 0 – 0 | Monza | Campo Dopolavoro Pirelli\| Arbitro: \| Grossi (Vercelli) \| |
| Arbitro:                          | Grossi (Vercelli) |       |       |                                                             |

| Arbitro: | Melgari (Bergamo) |

|                         |           |  |
| Cabiati 15’ Beretta 61’ | Marcatori |  |

| Arbitro: | Anzelotti (Genova) |

|               |           |                                        |
| Mocchetti 79’ | Marcatori | 8’ Beretta 18’ Passoni 46’ Del Signore |

| Arbitro: | Canavesio (Torino) |

|                                    |           |                            |
| Marco Redaelli 20’ Del Signore 57’ | Marcatori | 53’ (aut.) Angelo Redaelli |

| Arbitro: | Longagnani (Modena) |

|  |           |                   |
|  | Marcatori | 20’ (aut.) Borghi |

| Monza 20 aprile 1947 22ª giornata | Monza          | 0 – 0 | Sondrio | Stadio San Gregorio\| Arbitro: \| Bussi (Milano) \| |
| Arbitro:                          | Bussi (Milano) |       |         |                                                     |

| Arbitro: | Perazzo (Genova) |

|             |           |  |
| Ferrari 20’ | Marcatori |  |

| Arbitro: | Liverani (Torino) |

|           |           |  |
| Piazza 3’ | Marcatori |  |

| Arbitro: | Cantini (Milano) |

|            |           |               |
| Pacini 46’ | Marcatori | 62’ Brambilla |

| Arbitro: | Duchini (Biella) |

|            |           |  |
| Piazza 32’ | Marcatori |  |

| Arbitro: | Sinico (Verona) |

|              |           |            |
| Bislenghi 3’ | Marcatori | 52’ Piazza |

| Arbitro: | Casanova (Torino) |

|  |           |                                                    |
|  | Marcatori | 59’ Marco Redaelli 72’ Maietti 74’ Angelo Redaelli |

| 1º giugno 1947 29ª giornata |  | – Turno di riposo MONZA |  |  |

| Arbitro: | Masera (Busto Arsizio) |

|                                |           |                     |
| Ronchetti 20’, 29’ Pozzoli 60’ | Marcatori | 71’ Angelo Redaelli |

### Finali Promozione girone B
| Arbitro: | Morielli (Genova) |

|                     |           |              |
| Rossi 19’ Spada 66’ | Marcatori | 79’ Barbieri |

| Arbitro: | Liverani (Torino) |

|             |           |  |
| Maietti 36’ | Marcatori |  |

| 29 giugno 1947 3ª giornata |  | – Turno di riposo MONZA |  |  |

| Arbitro: | Pignataro (Torino) |

|                                                  |           |                |
| Angelo Redaelli 12’ Del Signore 39’ Barbieri 61’ | Marcatori | 36’ Spirolazzi |

| Arbitro: | Campanati (Milano) |

|                                       |           |  |
| Cortinovis 12’ Zordan 45’ Cagnoni 84’ | Marcatori |  |

### Spareggi Promozione
| 27 luglio 1947 1ª giornata |  | – Turno di riposo MONZA |  |  |

| Arbitro: | Trentin (Torino) |

|                      |           |  |
| Riva 59’ Barrera 86’ | Marcatori |  |

| Seregno 10 agosto 1947 3ª giornata | Monza          | 0 – 0 | Vita Nova | Stadio Ferruccio Trabattoni\| Arbitro: \| Brigo (Torino) \| |
| Arbitro:                           | Brigo (Torino) |       |           |                                                             |